# Aldo Grimaldi
Aldo Grimaldi (Catania, 1942-Roma, 5 de agosto de 1990) fue un director de cine y guionista italiano.

## Biografía
Hijo del director de cine y guionista Giovanni Grimaldi, nació en Catania en 1942. Comenzó su carrera como asistente de dirección en las películas de su padre  e hizo su debut cinematográfico como director en 1967 con el "musical" Nel sole, y luego se convirtió en un especialista del género, trabajando a menudo con la pareja formada por Al Bano & Romina Power.  También dirigió una serie de comedias sexy italianas.  Murió de una grave enfermedad a los 48 años. 

## Filmografía
- I due colonnelli (1962) - adjunto a la dirección
- Totò contro i quattro (1963) -  adjunto a la dirección
- I terribili sette (1963) -  adjunto a la dirección
- Amore mio (1964) -  adjunto a la dirección
- Mi vedrai tornare (1966) -  adjunto a la dirección
- Quattro dollari di vendetta (1966) - guionista
- Nel sole (1967) - director
- L'oro del mondo (1968) - director
- Il ragazzo che sorride (1969) - director
- Franco e Ciccio sul sentiero di guerra (1969) - director
- Pensando a te (1969) - director
- W le donne (1970) - director
- Quando le donne si chiamavano madonne (1972) - director y guionista
- La vedova inconsolabile ringrazia quanti la consolarono (1974) - guionista
- Amanti miei (1979) - director y guionista
- La cameriera seduce i villeggianti (1981) - director
- Champagne in Paradiso (1983)  - ditector